# امیگرانته (برزیل)
امیگرانته (به پرتغالی: Imigrante) یک منطقهٔ مسکونی در برزیل است که در ریو گرانده جنوبی واقع شده‌است. امیگرانته ۷۳٬۳۵۵ کیلومتر مربع مساحت و ۳٬۱۰۰ نفر جمعیت دارد و ۱۰۰ متر بالاتر از سطح دریا واقع شده‌است.